# Markus Ritter
Pour les articles homonymes, voir Ritter.
Markus Ritter, né le 19 avril 1967 à Altstätten (originaire du même lieu), est une personnalité politique suisse, membre du Centre.
Il est conseiller national depuis fin 2011.

## Biographie
Markus Ritter naît le 19 avril 1967 à Altstätten, dans le canton de Saint-Gall. Il est originaire du même lieu.
Il reprend la ferme familiale à Altstätten en 1989, à l'âge de 22 ans, après avoir obtenu un certificat fédéral de capacité au terme de son apprentissage d'agriculteur. Il la convertit en exploitation biologique en 2001.
Il s'inscrit à l'âge de 35 ans à la Haute école spécialisée de Saint-Gall pour y suivre une formation d'ingénieur en gestion.
Il transmet son exploitation agricole à ses deux fils à la fin de 2022.
Il est marié à une fille d'agriculteurs, voisins de son domaine, et père de trois enfants. Il a le grade d'appointé à l'armée.

## Parcours politique
Il est membre de l'exécutif d'Altstätten de janvier 1993 à décembre 2012.
Il est élu au Conseil national en 2011, et réélu en 2015, 2019 et 2023. Il y siège à la Commission de l'économie et des redevances (CER). Candidat du Centre au Conseil fédéral, il échoue à s'y faire élire le 12 mars 2025, alors qu'il était donné favori par les journalistes, ne récoltant que 110 voix contre 134 à Martin Pfister,.

### Union suisse des paysans
Président de la section saint-galloise de l'union des paysans à partir de 2005, il est élu par 245 voix contre 210 à l'UDC Andreas Aebi à la tête de la faîtière nationale, l'Union suisse des paysans, le 21 novembre 2012. Il est le premier paysan pratiquant l'agriculture biologique à ce poste, où il succède à l'UDC Hansjörg Walter.

### Profil politique
Il fait partie de l'aile conservatrice de son parti. Il est un catholique engagé.
En sa qualité de président de l'Union suisse des paysans et disposant d'un large réseau, il est décrit en 2023 par le quotidien zurichois Tages-Anzeiger comme l'homme « le plus puissant du Parlement fédéral ». Il s'engage notamment contre la charge administrative croissante dans l'agriculture ou encore contre des réglementations trop contraignantes pour la production de denrées alimentaires indigène.